# Pseudomyrmex perboscii
Pseudomyrmex perboscii es una especie de hormiga del género Pseudomyrmex, subfamilia Pseudomyrmecinae. Esta especie fue descrita científicamente por Guérin-Méneville en 1844.

## Distribución
Se encuentra en Brasil, Costa Rica, México, Perú y Trinidad y Tobago.